# Regierung Glawtschew I
Die Regierung Glawtschew I war zwischen dem 9. April und 27. August 2024 eine Übergangsregierung in Bulgarien. Sie sollte zur Wahl einer regulären Regierung nach den Parlamentswahlen am 9. Juni 2024 im Amt bleiben. Sie war die 103. Regierung Bulgariens und wurde von Präsident Rumen Radew eingesetzt, nachdem die beiden regierungstragenden Parteien GERB und PP-DB es nicht schafften, ein neues Kabinett nach einer geplanten Rotation des Ministerpräsidenten aufzustellen. Der Regierung folgte die Regierung Glawtschew II.

## Kabinettsmitglieder
| Amt                                                          | Bild                                   | Name                                 |
| ------------------------------------------------------------ | -------------------------------------- | ------------------------------------ |
| Ministerpräsident                                            |                                        | Dimitar Glawtschew                   |
| Stellvertretende Ministerpräsidentin Ministerin für Finanzen |                                        | Ljudmila Petkowa                     |
| Minister für Innere Angelegenheiten                          |                                        | Kalin Stojanow                       |
| Minister für auswärtige Angelegenheiten                      |                                        | Stefan Dimitrow (bis 22. April 2024) |
| Minister für auswärtige Angelegenheiten                      | Dimitar Glawtschew (ab 22. April 2024) |                                      |
| Minister der Verteidigung                                    |                                        | Atanas Saprjanow                     |
| Minister für Wirtschaft und Industrie                        |                                        | Petko Nikolow                        |
| Ministerin für Regionalentwicklung und öffentliche Arbeiten  |                                        | Wioleta Koritarowa-Kassabowa         |
| Ministerin für Justiz                                        |                                        | Marija Pawlowa                       |
| Minister für Verkehr und Kommunikation                       |                                        | Georgi Gwosdejkow                    |
| Minister für Arbeit und Sozialpolitik                        |                                        | Iwajlo Iwanow                        |
| Ministerin der Gesundheit                                    |                                        | Galja Kondewa-Mankowa                |
| Minister für Bildung und Wissenschaft                        |                                        | Galin Zokow                          |
| Minister für Kultur                                          |                                        | Najden Todorow                       |
| Minister für Landwirtschaft, Ernährung und Forsten           |                                        | Kiril Watew (bis 22. April 2024)     |
| Minister für Landwirtschaft, Ernährung und Forsten           | Georgi Tachow (ab 22. April 2024)      |                                      |
| Minister für Innovation und Wachstum                         |                                        | Rossen Karadimow                     |
| Minister für E-Government                                    |                                        | Walentin Mundrow                     |
| Minister für Energie                                         |                                        | Wladimir Malinow                     |
| Minister für Tourismus                                       |                                        | Ewtim Miloschew                      |
| Minister für Umwelt und Wasser                               |                                        | Petar Dimitrow                       |
| Minister für Jugend und Sport                                |                                        | Georgi Gluschkow                     |

## Regierungsumbildung 22. April
Die Erste formale Umbildung der Regierung Glawtschew erfolgte kurz nach dessen Vereinigung. Dabei wurde auf Anregen vom Vorsitzender der GERB-Partei Bojko Borissow, der Außenminister Stefan Dimitrow abgesetzte. Sein Amt wurde von Glawtschew selbst übernommen. Als Kritik an letztes, trat Meglena Plugtschiewa von ihrem Posten als außenpolitische Beraterin von Glawtschew zurück und sprach sich gegen die Vermischen von Innenpolitik und Diplomatie.
Zeitgleich wurde der Landwirtschaftsminister Kiril Watew mit Georgi Tichow ersetzt.